# Куликова, Валентина Кузьминична
Валентина Кузьминична Костикова (по мужу — Куликова; 20 марта 1935, Демьяново, Кораблинский район, Рязанская область, РСФСР, СССР — 1997) — советская баскетболистка, заслуженный мастер спорта СССР (1959), чемпионка мира и Европы по баскетболу в составе сборной СССР.
Замужем. Работала инструктором физкультуры Института органической химии Академии наук СССР.

## Достижения
- Чемпион СССР: 1955, 1956, 1959.
- Бронзовый призёр чемпионата СССР: 1962.
- Чемпион мира: 1959.
- Серебряный призёр чемпионата мира: 1957.
- Чемпион Европы: 1956 и 1960.
- Серебряный призёр чемпионата Европы: 1958
- Победитель Спартакиады народов СССР: 1956, 1959

## Награды
- Медаль «За трудовую доблесть» (16.09.1960) — за успешные выступления в XVII летних и VIII зимних Олимпийских играх 1960 года, а также за выдающиеся спортивные достижения[1]